# Chrysops pettigrewi
Chrysops pettigrewi är en tvåvingeart som beskrevs av Ricardo 1913. Chrysops pettigrewi ingår i släktet Chrysops och familjen bromsar. Inga underarter finns listade i Catalogue of Life.